# Galenstock
De Galenstock is de op vier na hoogste berg in de Urner Alpen met een hoogte van 3586 meter. De berg ligt op de grens van de Zwitserse kantons Uri en Wallis.

## Ligging
De Galenstock ligt in de Urner Alpen, ten noorden van de Furkapas. De berg wordt omgeven door gletsjers, in het westen door de Rhônegletsjer, in het zuidoosten door de Sidelengletsjer en in het noordoosten door de Tiefengletsjer. Ten noorden bevindt zich de bergketen met daarin de Tiefenstock, Rhonestock en de Dammastock.

## Routes
De eenvoudigste route naar de top begint vanaf Hotel Belvédère, gaat over de Rhônegletsjer en de westflank via het Galensattel (3113 m) naar de top. De meest gevolgde route begint in het westen vanaf de Albert-Heim Hütte (2543 m) en gaat over de Tiefengletsjer en vervolgens over de noordgraat, waarin geklommen moet worden (graad II), naar de top.
Moeilijker routes gaan over de zuidoostgraat (graad II – III) en over de Galengratverscheidung (graad V).

## Eerste beklimming
De Galenstock werd voor het eerst beklommen op 18 augustus 1845 door Eduard Desor, Daniel Dollfuß en zijn gelijknamige zoon met de berggidsen H. Währen M. Bannholzer P. Brigger en H. Jaun.